# Нілі Пердомо
Хосе Франсіско Борхес Пердомо (ісп. Francisco José Perdomo Borges), більш відомий як Нілі (ісп. Nili) —  іспанський футболіст. Грає на позиції центрального або правого півзахисника. Грає за Барселону та «Барселону Б».

## Кар'єра
Почав кар'єру в клубу «Лас-Пальмас Б» в сезоні 2013/14, граючи в команді два сезони. 7 червня в сезоні 2014/15 він дебютував в основній команді «Лас-Пальмаса». У наступному сезоні продовжив грати за основну команду «Лас-Пальмас», дебютувавши в Ла Лізі проти «Севільї».
В сезоні 2016/17 приєднався до «Барселони» і став виступати за команду «Барселона Б». В основній команді дебютував 30 листопада 2016 року в матчі проти «Геркулеса» де вийшов з лави запасних в Кубку Короля.